# Shoshone County
Shoshone County ist ein County im Bundesstaat Idaho der Vereinigten Staaten. Der Verwaltungssitz (County Seat) ist Wallace.

## Geographie
Das County liegt im Nordwesten von Idaho, grenzt im Nordosten an Montana und hat eine Fläche von 6826 Quadratkilometern, wovon vier Quadratkilometer Wasserfläche sind. Es grenzt im Uhrzeigersinn an folgende Countys: Bonner County, Kootenai County, Benewah County, Latah County und Clearwater County.

## Geschichte
Shoshone County wurde am 4. Februar 1864 als Original-County gebildet. Benannt wurde es nach dem indianischen Stamm der Shoshonen.
23 Bauwerke und Stätten des Countys sind im National Register of Historic Places eingetragen.

## Demografische Daten

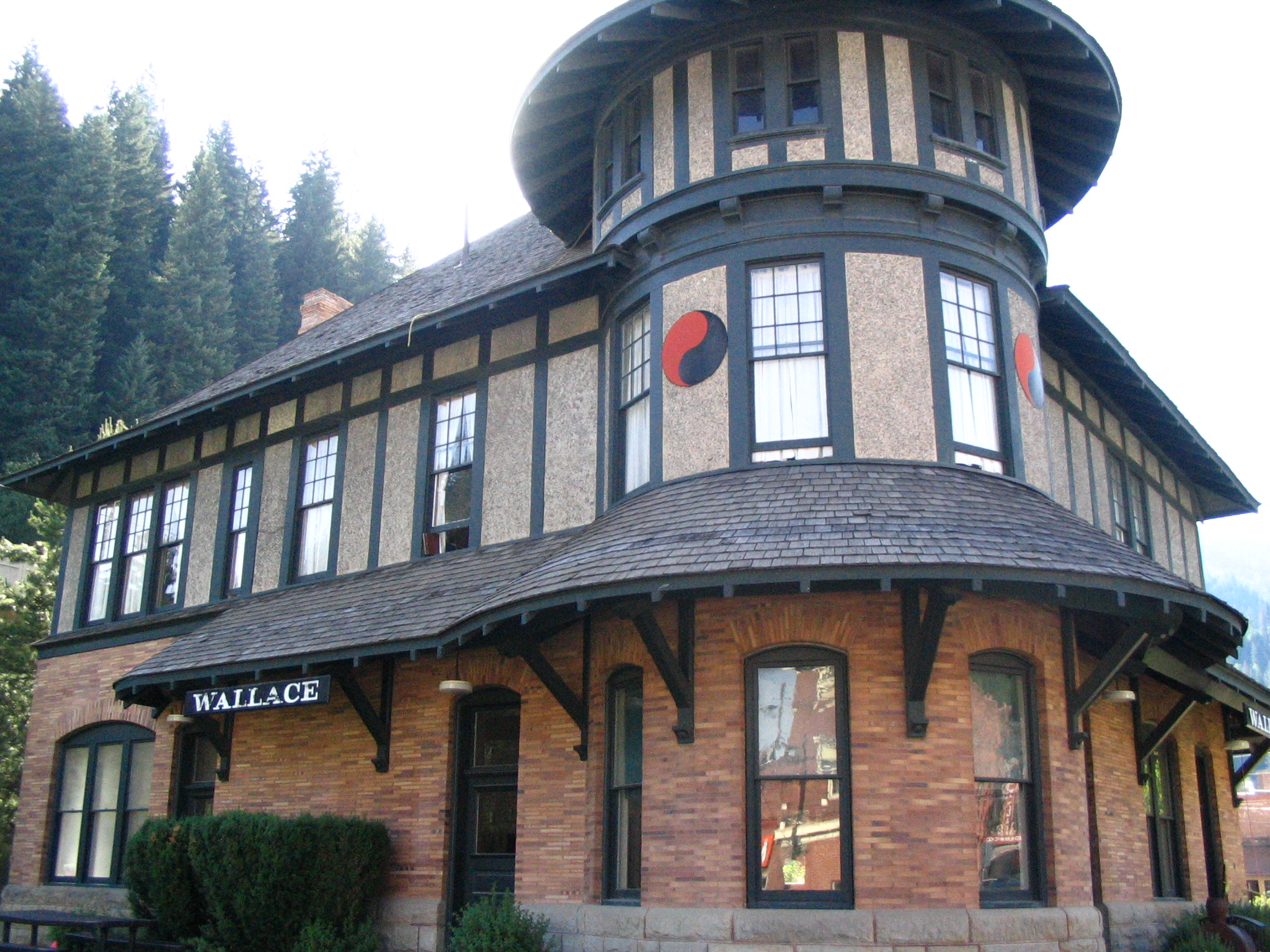
Das Wallace Northern Pacific Railway Depot, gelistet im NRHP

Nach der Volkszählung im Jahr 2000 lebten im Shoshone County 13.771 Menschen in 5.906 Haushalten und 3.856 Familien. Die Bevölkerungsdichte betrug 2 Personen pro Quadratkilometer. Ethnisch betrachtet setzte sich die Bevölkerung zusammen aus 95,84 Prozent Weißen, 0,11 Prozent Afroamerikanern, 1,52 Prozent amerikanischen Ureinwohnern, 0,23 Prozent Asiaten, 0,07 Prozent Bewohnern aus dem pazifischen Inselraum und 0,49 Prozent aus anderen ethnischen Gruppen; 1,74 Prozent stammten von zwei oder mehr Ethnien ab. 1,93 Prozent der Bevölkerung waren spanischer oder lateinamerikanischer Abstammung.
Von den 5.906 Haushalten hatten 26,7 Prozent Kinder unter 18 Jahren, die bei ihnen lebten. 52,7 Prozent davon waren verheiratete, zusammenlebende Paare. 8,1 Prozent waren allein erziehende Mütter und 34,7 Prozent waren keine Familien. 29,4 Prozent waren Singlehaushalte und in 13,6 Prozent lebten Menschen mit 65 Jahren oder älter. Die Durchschnittshaushaltsgröße betrug 2,30 und die durchschnittliche Familiengröße war 2,82 Personen.
22,9 Prozent der Bevölkerung waren unter 18 Jahre alt, 6,7 Prozent zwischen 18 und 24 Jahre, 25,5 Prozent zwischen 25 und 44 Jahre, 27,4 Prozent zwischen 45 und 64 Jahre. 17,4 Prozent waren 65 Jahre oder älter. Das Durchschnittsalter betrug 42 Jahre. Auf 100 weibliche Personen kamen 99,4 männliche Personen. Auf 100 Frauen im Alter von 18 Jahren und darüber kamen 97,0 Männer.
Das jährliche Durchschnittseinkommen der Haushalte betrug 28.535 USD, das Durchschnittseinkommen der Familien 35.694 USD. Männer hatten ein Durchschnittseinkommen von 30.439 USD, Frauen 18.831 USD. Das Prokopfeinkommen betrug 15.934 USD. 12,4 Prozent der Familien und 16,4 Prozent der Einwohner lebten unterhalb der Armutsgrenze.

## Orte im County
- Adair
- Avery
- Black Bear
- Bradley
- Bunn
- Burke
- Calder
- Carbon Center
- Cataldo
- Clarkia
- Delta
- Eagle
- Emerald Creek
- Enaville
- Erlmo
- Ethelton
- Falcon
- Ferguson
- Frisco
- Gem
- Gentry
- Golconda
- Gold Creek
- Herrick
- Horsecamp
- Hoyt
- Keeler
- Kellogg
- Kingston
- Larson
- Linfor
- Mace
- Marble Creek
- McCarthy
- Mullan
- Murray
- Osburn
- Page
- Pearson
- Pinehurst
- Pocono
- Prichard
- Roland
- Silverton
- Smelter Heights
- Smelterville
- Steamboat Rocks
- Stetson
- Stull
- Sweeney
- Thiard
- Wallace
- Wardner
- Webb
- Woodland Park